# Haloceras trichotropoides
Haloceras trichotropoides är en snäckart som beskrevs av Waren och Bouchet 1991. Haloceras trichotropoides ingår i släktet Haloceras och familjen Haloceratidae. Inga underarter finns listade i Catalogue of Life.